# Bruno Banani
Bruno Banani — немецкий производитель нижнего белья. Права на торговую марку парфюмерии Bruno Banani принадлежат акционерному обществу Wella.

## История
Компания была создана 1 ноября 1993 года Вольфгангом Ясснером и Клаусом Юнгниккелем в Миттельбахе в зданиях бывшего VEB Trikotex. Сначала 15 швей производили нижнее бельё для мужчин. В 1999 году предприятие переселилось в Хемнитц, где работает более 100 сотрудников, в производстве ежегодно выпускают около 1 миллиона штук белья.
При создании своих ароматов дом Bruno Banani сотрудничал с Бернардом Эллена и Тьерри Вассером.
В 1998 году компанией были проведены первые испытания нижнего белья в космосе на орбитальной станции «Мир».